# Grande Prêmio da Áustria de 1979
Resultados do Grande Prêmio da Áustria de Fórmula 1 realizado em Österreichring em 12 de agosto 1979. Décima primeira etapa da temporada, teve como vencidor o australiano Alan Jones, da Williams-Ford.

## Classificação da prova
| Pos. | Nº | Piloto                | Construtor         | Voltas | Tempo/Diferença | Grid | Pontos |
| ---- | -- | --------------------- | ------------------ | ------ | --------------- | ---- | ------ |
| 1    | 27 | Alan Jones            | Williams-Ford      | 54     | 1:27:38.01      | 2    | 9      |
| 2    | 12 | Gilles Villeneuve     | Ferrari            | 54     | + 36.05         | 5    | 6      |
| 3    | 26 | Jacques Laffite       | Ligier-Ford        | 54     | + 46.77         | 8    | 4      |
| 4    | 11 | Jody Scheckter        | Ferrari            | 54     | + 47.21         | 9    | 3      |
| 5    | 28 | Clay Regazzoni        | Williams-Ford      | 54     | + 48.92         | 6    | 2      |
| 6    | 16 | René Arnoux           | Renault            | 53     | + 1 volta       | 1    | 1      |
| 7    | 3  | Didier Pironi         | Tyrrell-Ford       | 53     | + 1 volta       | 10   |        |
| 8    | 22 | Derek Daly            | Ensign-Ford        | 53     | + 1 volta       | 11   |        |
| 9    | 7  | John Watson           | McLaren-Ford       | 53     | + 1 volta       | 16   |        |
| 10   | 8  | Patrick Tambay        | McLaren-Ford       | 53     | + 1 volta       | 14   |        |
| Ret  | 5  | Niki Lauda            | Brabham-Alfa Romeo | 45     | Motor           | 4    |        |
| Ret  | 22 | Patrick Gaillard      | Ensign-Ford        | 42     | Suspensão       | 24   |        |
| Ret  | 29 | Riccardo Patrese      | Arrows-Ford        | 34     | Suspensão       | 13   |        |
| Ret  | 18 | Elio de Angelis       | Shadow-Ford        | 34     | Motor           | 22   |        |
| Ret  | 6  | Nelson Piquet         | Brabham-Alfa Romeo | 32     | Motor           | 7    |        |
| Ret  | 9  | Hans-Joachim Stuck    | ATS-Ford           | 28     | Motor           | 18   |        |
| Ret  | 25 | Jacky Ickx            | Ligier-Ford        | 26     | Motor           | 21   |        |
| Ret  | 2  | Carlos Reutemann      | Lotus-Ford         | 22     | Handling        | 17   |        |
| Ret  | 15 | Jean-Pierre Jabouille | Renault            | 16     | Câmbio          | 3    |        |
| Ret  | 20 | Keke Rosberg          | Wolf-Ford          | 15     | Pane elétrica   | 19   |        |
| Ret  | 14 | Emerson Fittipaldi    | Fittipaldi-Ford    | 15     | Freios          | 12   |        |
| Ret  | 17 | Jan Lammers           | Shadow-Ford        | 3      | Acidente        | 23   |        |
| Ret  | 30 | Jochen Mass           | Arrows-Ford        | 1      | Motor           | 20   |        |
| Ret  | 1  | Mario Andretti        | Lotus-Ford         | 0      | Embreagem       | 15   |        |
| DNQ  | 31 | Hector Rebaque        | Lotus-Ford         |        |                 |      |        |
| DNQ  | 24 | Arturo Merzario       | Merzario-Ford      |        |                 |      |        |

## Tabela do campeonato após a corrida
| Pos. | Piloto            | Pontos |
| ---- | ----------------- | ------ |
| 1    | Jody Scheckter    | 38     |
| 2    | Gilles Villeneuve | 32     |
| 3    | Jacques Laffite   | 32     |
| 4    | Alan Jones        | 25     |
| 5    | Clay Regazzoni    | 24     |

| Pos. | Construtor    | Pontos |
| ---- | ------------- | ------ |
| 1    | Ferrari       | 74     |
| 2    | Ligier-Ford   | 55     |
| 3    | Williams-Ford | 49     |
| 4    | Lotus-Ford    | 37     |
| 5    | Tyrrell-Ford  | 21     |

- Nota: Somente as primeiras cinco posições estão listadas. As quinze etapas de 1979 foram divididas em um bloco de sete e outro de oito corridas onde cada piloto podia computar quatro resultados válidos em cada, não havendo descartes no mundial de construtores.